# Piri (Musikinstrument)
Piri, auch p’iri, ist ein Holzblasinstrument mit Doppelrohrblatt, das in der koreanischen Musik gespielt wird.
Die piri besteht aus einem zylindrischen Bambusrohr (kwantae) mit sieben Grifflöchern vorne und einem Daumenloch an der Rückseite. Als Mundstück ist ein etwa sieben Zentimeter langes doppeltes Rohrblatt (so) angesetzt. Das Oboeninstrument gehört zu dem in Asien weit verbreiteten einteiligen geraden Typus mit großem Rohrblatt. Es ist verwandt mit der chinesischen guan, der japanischen hichiriki, dem hauptsächlich in Armenien gespielten duduk und der türkischen mey. Dagegen hat die piri wenig gemeinsam mit den beiden anderen asiatischen Oboentypen: den einteiligen, in der Mitte leicht bauchigen Instrumenten mit kleinem Rohrblatt (hierzu gehört die thailändische pi nai und die kambodschanische sralai) und den konischen Kegeloboen vom surnai-Typ mit aufgesetztem Schallbecher. Zu letzteren gehört die koreanische Oboe taepyeongso, die wegen ihres durchdringenden Klanges nur im Freien gespielt wird. Die piri gehört zusammen mit unter anderem der Laute pipa und der historischen Harfe konghu, die als kugo weiter nach Japan gelangte, zu den importierten Musikinstrumenten.
Nach der Größe und Verwendung lassen sich vier Bauarten unterscheiden:
- Die hyang piri (hangeul: 향피리, hanja: 鄕觱篥, koreanische Piri) ist 27 Zentimeter lang, hat einen lauten und nasalen Klang. Sie spielt die Hauptmelodie in der höfischen Musik, der schamanischen Ritualmusik, der weltlichen Volksmusik und wird für die Solo-Instrumentalstücke Sanjo eingesetzt. Der tiefste Ton ist As, der Tonumfang beträgt eine Dezime.
- Die se piri (hangeul: 세피리, hanja: 細觱篥, kleine Oboe) ist kleiner, klingt weicher und wird für lyrische Musikstile (Kammermusik) zur Gesangsbegleitung oder zusammen mit Saiteninstrumenten gespielt.
- Die tang piri (hangeul: 당피리, hanja: 唐觱篥, chinesische Piri) ist dicker und kürzer als die am weitesten verbreitete Hyang piri, sie wird nur für die chinesische Musiktradition verwendet. Der tiefste Ton ist c1. Der höchste Ton a2 wird durch Überblasen erreicht.
- Die seltene tae piri (hangeul: 대피리) ist dicker, länger und klingt eine Oktave tiefer als die Hyang piri.

Der deutsch-koreanische Komponist Yun I-sang hat eine Solokomposition von 1971 für die  Oboe Piri genannt. Sein Ziel war dabei, die traditionelle Spielweise der piri und den geistigen Gehalt dieser Musik, der im Daoismus wurzelt, mit der westlichen Oboe zum Ausdruck zu bringen. Er verarbeitete die koreanische Vorstellung, nach der die piri als ein Instrument der Seele gilt.